# Матела (Вимиозу)
Матела (порт. Matela) — район (фрегезия) в Португалии, входит в округ Браганса. Является составной частью муниципалитета Вимиозу. По старому административному делению входил в провинцию Траз-уж-Монтиш и Алту-Дору. Входит в экономико-статистический субрегион Алту-Траз-уш-Монтеш, который входит в Северный регион. Население составляет 338 человек на 2001 год. Занимает площадь 45,81 км².
Покровителем района считается Дева Мария (порт. Nossa Senhora da Purificação/ (Santo Antao e santa Marinha ) / (Santo estevao e sao sebastiao ) .).